# ميلي اويتزل
ميلي. اس. اويتزل (اسمها بالكامل: ماريا سيلفانا اويتزل ، مواليد 1955 في ليند/ارنولدشتاين ) هي عالمة أعصاب سلوكية نمساوية. وهي أستاذة مساعدة في علم العقاقير الطبية في جامعة ليدن  وأستاذة مساعدة في علم الأحياء العصبي المعرفي في جامعة أمستردام .  تهتم أويتزل بشكل أساسي بالعلاقات بين التوتر والإدراك والعاطفة .  حصلت على درجة الدكتوراه. مع مرتبة الشرف بامتياز عام 1989 من جامعة دوسلدورف .  أويتزل عضوة في مجلس إدارة قسم علوم الأرض والحياة في المنظمة الهولندية للبحث العلمي ،  والتي تلقت منها منحة «أسباسيا» في عام 2008.  و هي عضوًة في اللجنة التنفيذية وأمين صندوق الجمعية الأوروبية للدماغ والسلوك .  وفقا ل شبكة العلوم ، قد نشرت أويتزل أكثر من 130 مقالة مراجعة من الأقران في الدوريات العلمية ، والتي تم ذكرها أكثر من 5000 مرة في منشورات علمية، مع مؤشر ايتش مساوي ل 33. 